# UCO Filature Nouvelle Orléans
UCO Filature Nouvelle Orléans was een katoenspinnerij in Gent, als verderzetting van Filature Nouvelle Orléans (FNO) na een overname in 1972 door Union Cotonnière (UCO).